# التيار الوطني السوري
التيار الوطني السوري هو تجمع سياسي أعلن عدد من المعارضين الإسلاميين السوريين عن تأسيسه في 10 ديسمبر 2011م من نقابة الصحفيين بالقاهرة، وأوضح الإعلان أن هذه الخطوة تهدف إلى إيجاد صيغة سياسية للثورة لتدافع عن مطالبها.
وينبثق التيار من "المقاصد الإسلامية الأصيلة التي أكدت المحتوى الأخلاقي والروحي للرسالات السماوية"، كما يسعى إلى تحرير الفرد والمجتمع من الاستبداد والفساد، ودعم استقلال سوريا بالمحافظة على قيم الجمهورية والنظام الديمقراطي التعددي التداولي، وتعزيز الحريات المدنية والسياسية والاقتصادية والدينية، وتعزيز دور الشباب في المجتمع لما يمتلكون من قدرات مبدعة ولما أثبتوه من دور رائد في الثورة.
ويترأس التيار الوطني الدكتور عماد الدين رشيد.